# L'Italiano (revue littéraire)
Pour les articles homonymes, voir L'italiano.
L'Italiano fut une revue historico-littéraire satirique, fondée en 1926 à Bologne par le dirigeant fasciste Leandro Arpinati et fermée en 1942 à Rome.

## Historique
Dans le premier numéro du 14 janvier 1926 apparaît, sous la signature de Gherardo Casini, le programme du nouveau périodique qui se présente immédiatement comme traditionaliste et anti-xénophile, défenseur convaincu de la pureté tosco-romagnole de la menace de la civilisation moderne. L'italiano se propose surtout d' « empêcher l'embourgeoisement du fascisme, de soutenir les finalités révolutionnaires, de frapper dans leur fondement les adversaires de Mussolini, d'inventer un art et une littérature fasciste. »
La direction du périodique est confiée au jeune journaliste Leo Longanesi, qui rajoute en sous-titre : « Rivista settimanale della gente fascista » (revue hebdomadaire du peuple fasciste). L'organisation de la revue, comme celle de sa « sœur » Il selvaggio (it), est basée sur une savante utilisation de la partie figurative et iconique. Mino Maccari, directeur du selvaggio et Longanesi directeur de L'italiano, travaillent ensemble en exprimant leurs talents de fins dessinateurs et stylistes satiriques. La revue publie également les vers désinvoltes de Curzio Malaparte, parmi lesquels la Cantata dell'Arcimussolini ou la ritournelle Spunta il sole e canta il gallo, o Mussolini monta a cavallo apparues dans les numéros 7, 8 et 9 de 1927.
Avec le numéro du 9 janvier 1930 le format diminue et le nombre de pages augmente, passant de quatre à douze. La revue change de périodicité et Longanesi choisit comme nouveau sous-titres : « Foglio quindicinale della rivoluzione fascista » (feuille bimensuelle de la révolution fasciste). Durant la décennie bolonaise 1926-1936, L'italiano ouvre ses pages aux meilleurs écrivains de la nouvelle génération, de Giovanni Comisso, à Antonio Benedetti, d'Alberto Moravia à Mario Soldati, de Mario Tobino à Vittorio Brancati (it) et Dino Buzzati. Après avoir obtenu un considérable financement du bureau des éditions du parti national fasciste (PNF) en 1936, la rédaction s'installe à Rome. Longanesi continue à la diriger depuis Milan où il s'apprête à faire ouvrir sa nouvelle créature : Omnibus. La revue poursuit ses publications, de manière irrégulière, fermant une ou deux fois par an, avec des fascicules triples ou quadruples traitant des sujets les plus variés ; le dernier numéro est publié à la date de novembre-décembre 1942.

## Directeurs
- Leo Longanesi (14 janvier 1926 - novembre 1942)[3]